# Río Continamo
Pour les articles homonymes, voir Continamo.
Le río Continamo est un cours d'eau de l'Amazonie vénézuélienne. Situé dans la municipalité d'Alto Orinoco à l'est de l'État d'Amazonas, il est un sous affluent de l'Orénoque et se jette dans le río Padamo à proximité de Tuquirijuña. 

## Géographie
Son principal affluent est le río Botamo en rive gauche à proximité de son propre confluent avec le Padamo. Il arrose principalement les localités de Uanajuña, à proximité de sa source, ainsi que Cañonamaña, Continamo et Puerto Level.